# Nicolás Varrone
Nicolás Varrone, född den 6 december 2000 i Ingeniero Maschwitz är en argentinsk racerförare.